# ヤクーブ・シャヒーン
ヤクーブ・シャヒーン (アラビア語: يعقوب شاهين; 1994年2月27日 - )は、MBCが放送しているアラブ・アイドルのシーズン4の優勝者として知られる、アラム系パレスチナ人歌手である。2013年のシーズン2で優勝し、今やアラブ世界で最も有名なスターのひとりである、同国人のムハンマド・アッサーフの足跡を追うこととなった。そして番組史上第二のパレスチナ人優勝者となった。ベイルートのアラブ・アイドルのスタジオで、結果が発表された後、ヤクーブ・シャヒーンは、パレスチナ旗を肩にまとって、アミール・ダンダンとムハンマド・アッサーフという2人のパレスチナ人と共に、幕間に愛国歌を披露した。 曲は「我が誓い、我が血盟、我が血はパレスチナ人」であった。MBCはアラブ・アイドルシーズン4はこれまでで最高の視聴者投票を得たと述べた。 パレスチナ自治区議長マフムード・アッバースの息子が率いる高位の代表団がベイルートのMBCスタジオに臨席していた。公用でレバノンを訪れていたアッバース議長は、最終候補3名を大使公邸に招いた。
ヤクーブ・シャヒーンの人気は彼の声楽的技術、とりわけアラブ音楽の1ジャンルであるマウワルに帰することができる。彼のマウワルは非常な人気で、コンクールの途中で、エジプト人の審査員ハッサン・エッシャフイーは「君の声は中毒になる」「中毒になるから皆が君の声を聞くのを禁止すべきだ」「今日の君の歌が最後の曲になって欲しい、他の曲を記憶に残したくないと私は思うから」と述べた。レバノン人スターのワエル・クフリーは、彼はスターの全要素を持っている、「君の将来のコンサートのチケットを今から予約したい」と述べた。

## 経歴

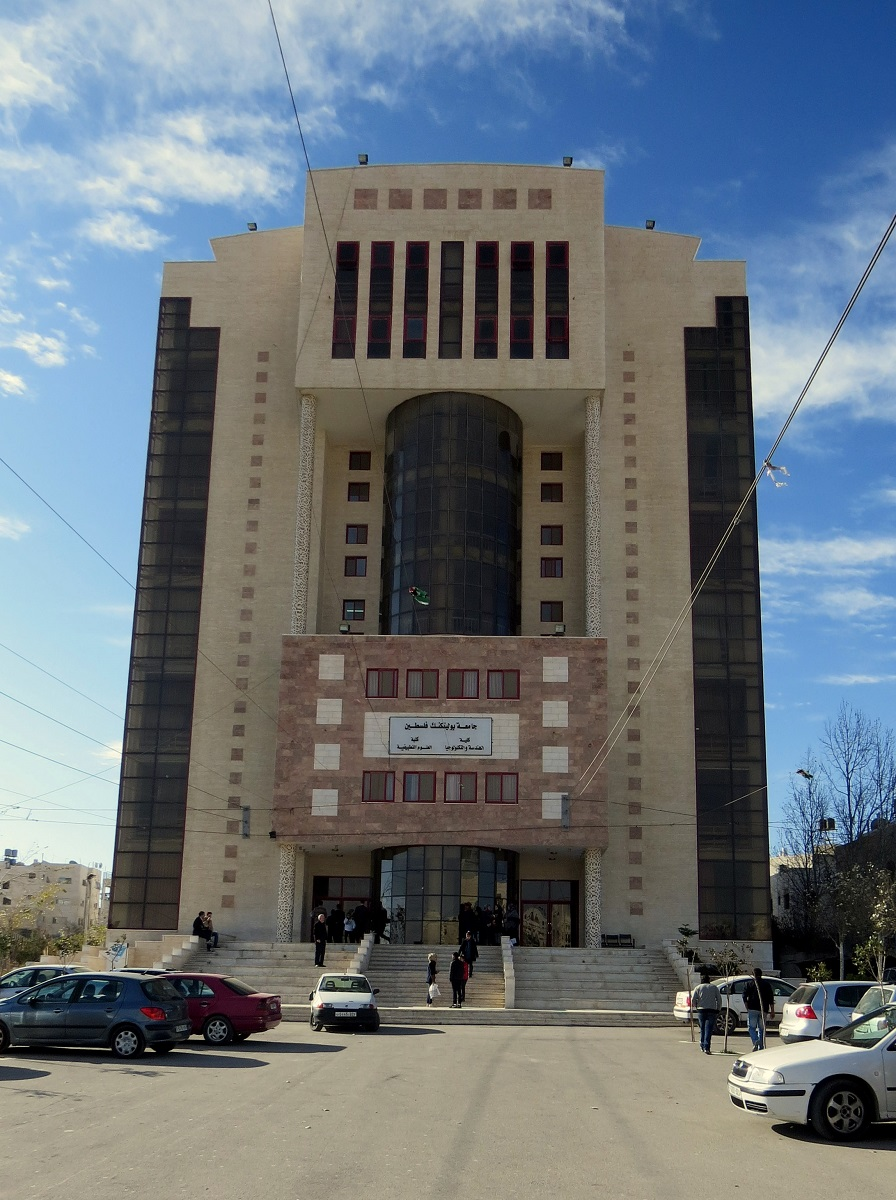
パレスチナ・ポリテクニック大学

ヤクーブ・シャヒーンは、1994年2月27日にパレスチナのベツレヘムで、アラム系の家庭に生まれた。彼の教師と両親は彼が5歳の頃にその才能に気付いた。7歳の時にエドワード・サイード国立音楽学校への入学を許され、ヤクーブは音楽と、ウード、ブズク、クラリネットとパーカッションの弾き方を学んだ。彼は学園祭に参加し、また学校間歌唱大会で多くの賞を取った。
2005年にヤクーブは地元のタレントショーで「パレスチナスター」賞を取った。ヤクーブの人生の転機となったのは、2012年にパレスチナタレントショーに参加し、1位とパレスチナニュースター賞を取ったことである。ヤクーブはヘブロンのパレスチナ・ポリテクニック大学でインテリアデザインの学位を取った。また彼はパレスチナの国営テレビのショーでニュースター賞を受賞したが、その賞(と副賞のお金)をファッションに注ぎ込んだ。そして現在彼はベツレヘムに流行ファッションの店を1軒持っている。2013年の10月7日には、最初のシングル「魂と人間 روح وانساني 」をリリースした。2016年の11月からは新しい挑戦を始め、トップクラスのタレントショー、レバノンのベイルートからMBCが世界中に向けて放送しているアラブアイドルのシーズン4に参加した。
ヤクーブは真ん中の子どもであり、親しい姉と妹がひとりずついる。彼の家族は裕福ではない。長年に渡り彼の父は、多くのベツレヘム市民同様、手工芸に携わってきた。木製のイエス・キリストや聖母マリアや他の宗教的モチーフを作ってきた。彼の母はベツレヘム大学の事務員である。
彼は父の生き方と価値観に続き、音楽に加え、文化とコミュニティへの奉仕活動に多くの時間を費やした。例えば子どもたちを音楽を通じて精神的に豊かにする活動である。彼はこの集まりへの忠実さと、孤児と障碍児への繊細さと助力の厭わなさで良く知られている。ヤクーブは自分の音楽の才能を常に用い、多くの機会に子どもらのために歌っている。
彼の才能はパレスチナ人社会で広く認められている。パレスチナで彼はヨルダンやイタリア、スウェーデンの音楽祭にも参加したことがある。

## アラブ・アイドル
ヤクーブ・シャヒーンはアラブ・アイドルのシーズン4に参加し、オーディションをパスするとバラード審査を経てファイナルステージへ直行できた。彼は次から次へと逸話を証明することができ、「愛すべきアラブ」賞を獲得した。彼は大会中、審査委員会から票と賞賛コメントをもらい、聴衆から支持を受けた。

## コンテスト参加歴
ヤクーブは多数の地域と国際的なフェスティバルに参加してきた。

## 受賞歴
- 2005年パレスチナスター賞
- 2012年ニュースター賞

## 注
1. ↑  この歌はムハンマド・アッサーフの「我が血はパレスチナの血」である。公式アカウントによる同歌のアドレスは“Mohammed Assaf - Dammi Falastini”. 2017年2月27日閲覧.

## 参考
1. 1 2  Aramese Federatie NL [@SAF_NL] (11 January 2017). “Syriac Aramean from Bethlehem #ArabIdol”. X（旧Twitter）より2017年2月27日閲覧.
2. ↑  “Palestinian Christian Yacoub Shaheen wins Arab Idol”, www.aljazeera.com
3. ↑  “Palestinian Christian from Bethlehem wins wildly popular ‘Arab Idol’ song contest”, Washington Post
4. 1 2  “Palestinians in raptures as Yaqoub Shaheen wins Arab Idol TV contest”. The Guardian (イギリス英語). 25 February 2017. ISSN 0261-3077. 2017年2月26日閲覧.
5. ↑  “'Arab Idol' talent show win sends Palestinians into raptures”. Reuters. 25 February 2017. 2017年2月26日閲覧.
6. ↑  “Palestinian Yacoub Shaheen wins fourth season of Arab Idol | The National” (アメリカ英語). 2017年2月26日閲覧.
7. ↑  “Palestinian Yacoub Shaheen wins title of 'Arab Idol'”. i24NEWS (アメリカ英語). 2017年2月26日閲覧.
8. 1 2 3 4 5  Qud, Nour, “Yacoub Shaheen becomes second Palestinian to win Arab Idol”, PNN, 2017年2月27日時点のオリジナルよりアーカイブ, 2017年2月26日閲覧
9. ↑  “Palestinian Yaacoub Shaheen wins first place in Arab Idol singing competition”. The Daily Star Newspaper - Lebanon. 26 February 2017. 2017年2月26日閲覧.
10. ↑  “Mohammed Assaf from the Gaza Strip wins Arab Idol”. Telegraph.co.uk (英語). 2017年2月26日閲覧.
11. ↑  “Newspaper review: Palestinian victory in Pan-Arab singing show focus of dailies”.  وكالة الأنباء والمعلومات الفلسطينية - وفا. 2017年2月26日閲覧.
12. ↑  “Bethlehem fetes Palestinian Arab Idol singing hero” (アメリカ英語). 2017年2月26日閲覧.
13. ↑  الليلة:عساف يتوسط أمير دندن ويعقوب شاهين في اراب ايدول. Panet (アラビア語). 2017年2月26日閲覧.
14. ↑  “'Arab Idol' talent show win sends Palestinians into raptures”. SWI swissinfo.ch (英語). 2017年2月26日閲覧.
15. ↑  فوز يعقوب شاهين بلقب آراب ايدول للموسم الرابع. @Elaph (アラビア語). 2017年2月26日閲覧.
16. ↑  يعقوب شاهين يحصل على لقب آراب ايدول في وجود الرئيس الفلسطيني أبو مازن.  دليل مصر (アラビア語). 26 February 2017. 2017年2月26日閲覧.
17. ↑  “WATCH: Bethlehem man crowned ‘Arab Idol’ champion”. The Times of Israel (アメリカ英語). 2017年2月26日閲覧.
18. ↑  بعد فوزه بلقب Arab idol.. يعقوب شاهين في أول مؤتمر صحفي له. www.mbc.net (アラビア語). 2017年2月27日時点のオリジナルよりアーカイブ. 2017年2月26日閲覧.
19. ↑  “Palestinians celebrate victory of Bethlehem singer in Arab Idol contest”. Maan News Agency. 25 February 2017. 2017年2月26日時点のオリジナルよりアーカイブ. 2017年2月26日閲覧.
20. ↑  “Palestinian president meets ‘Arab Idol’ contestants in Beirut”. 2017年2月27日閲覧.
21. 1 2  Kuttab, Daoud. “Palestinian comeback: Will 2017's Arab Idol be another Assaf?”. alaraby (英語). 2017年2月26日閲覧.
22. 1 2 3 4 5  “Bethlehem going all out for Arab Idol”. Arab News (英語). 24 February 2017. 2017年2月26日閲覧.
23. ↑  الفلسطيني يعقوب شاهين "محبوب العرب" الرابع. 2017年2月26日閲覧.
24. 1 2  Kino, Nuri [英語版], Our Light In Times Of Darkness Might Lift Arab Idol Crown In Finale
25. ↑  “Palestinian Yacoub Shaheen wins title of 'Arab Idol'”. i24NEWS (アメリカ英語). 2017年2月26日閲覧.
26. ↑  “Palestinian Yacoub Shaheen wins title of 'Arab Idol'”. i24NEWS (アメリカ英語). 2017年2月26日閲覧.